# Liga Panameña de Fútbol Clausura 2014
El torneo Clausura 2014 Copa Digicel fue la edición XL de la Liga Panameña de Fútbol. Inició el 17 de enero de 2014 y finalizó el 17 de mayo de 2014 siendo el cierre de la temporada 2013-2014.
La final fue jugada en el Estadio Rommel Fernández resultando campeón el Chorrilo FC sobreponiéndose al Río Abajo FC que curiosamente a pesar de llegar a la final pero por su mala campaña en la temporada pasada (Apertura 2013) al terminar de último con solo 9 puntos quedó relegado a segunda división. El equipo Chorrillero se ganó el boleto para participar en la siguiente edición de la Concacaf Liga Campeones.

## Equipos participantes
Como en temporadas precedentes, constará de un grupo único integrado por 10 clubes de toda la geografía panameña. Siguiendo un sistema de liga, los 10 equipos se enfrentaran todos contra todos en dos ocasiones —una en campo propio y otra en campo contrario— sumando un total de 18 jornadas. El orden de los encuentros se decidirá por sorteo antes de empezar la competición.

## Fase final
Los cuatro primeros clubes calificados para esta fase del torneo serán reubicados de acuerdo con el lugar que ocupen en al término de la jornada 18, con el puesto del número # 1 al club mejor clasificado, y así hasta el número #4. Los partidos a esta fase se desarrollarán a visita, en las siguientes etapas:
- Semifinal
- Final

Los clubes vencedores en los partidos de semifinal serán aquellos que en los dos juegos anoten el mayor número de goles. De existir empate en el número de goles anotados, la posición se definirá a favor del club con mayor cantidad de goles a favor cuando actúe como visitante; si una vez aplicado el criterio anterior los clubes siguieran empatados, se definirá por la tanda del punto penal.
El club vencedor de la final y por lo tanto campeón, será aquel que en el partido anote el mayor número de goles. Si al término del tiempo reglamentario el partido está empatado, se agregarán dos tiempos extras de 15 minutos cada uno. De persistir el empate en estos periodos, se procederá a lanzar tiros penales hasta que resulte un vencedor.

## Equipos, entrenadores y estadios
| Alianza FC                               | Panamá        | Rubén Cárdenas       | Luis Ernesto "Cascarita" Tapia               | 900    |
| C.A.I.                                   | La Chorrera   | Franklin Narváez     | Agustín Muquita Sánchez                      | 8 000  |
| CD Árabe Unido                           | Colón         | Jahir Palacios       | Luis Ernesto "Cascarita" Tapia Temporalmente | 900    |
| CD Plaza Amador                          | Panamá        | Mike Stump           | Luis Ernesto "Cascarita" Tapia               | 900    |
| Chepo FC                                 | Chepo         | Felipe Fuentes       | Luis Ernesto "Cascarita" Tapia               | 900    |
| Chorrillo FC                             | Panamá        | Julio Medina III     | Estadio Javier Cruz                          | 2 500  |
| Rio Abajo FC                             | Panamá        | Juan Pablo Lopera    | Luis Ernesto "Cascarita" Tapia               | 900    |
| San Francisco FC                         | La Chorrera   | Gary Stempel         | Agustín Muquita Sánchez                      | 8 000  |
| Sporting San Miguelito                   | San Miguelito | Mario Anthony Torres | Luis Ernesto "Cascarita" Tapia               | 900    |
| Tauro FC                                 | Panamá        | Rolando Ñato Palma   | Estadio Rommel Fernández                     | 32 000 |
| Datos actualizados a 19 de enero de 2014 |               |                      |                                              |        |

## Tabla general
|  |     | Equipos de fútbol         | PJ | G | E | P  | GF | GC | Pts |
|  | --- | ------------------------- | -- | - | - | -- | -- | -- | --- |
|  | 1.  | Deportivo Árabe Unido (L) | 18 | 9 | 7 | 2  | 27 | 12 | 34  |
|  | 2.  | Chorrillo FC (C)          | 18 | 8 | 7 | 3  | 28 | 16 | 31  |
|  | 3.  | Plaza Amador              | 18 | 7 | 9 | 2  | 13 | 9  | 30  |
|  | 4.  | Rio Abajo FC              | 18 | 6 | 8 | 4  | 20 | 16 | 26  |
|  | 5.  | San Francisco FC          | 18 | 7 | 4 | 7  | 18 | 15 | 25  |
|  | 6.  | Sporting San Miguelito    | 18 | 6 | 6 | 6  | 20 | 26 | 24  |
|  | 7.  | Alianza FC                | 18 | 6 | 4 | 8  | 18 | 23 | 22  |
|  | 8.  | Tauro FC                  | 18 | 5 | 6 | 7  | 16 | 17 | 21  |
|  | 9.  | Chepo FC                  | 18 | 3 | 5 | 10 | 17 | 24 | 14  |
|  | 10. | CA Independiente          | 18 | 3 | 4 | 11 | 13 | 32 | 13  |

- Nota: (L) Líder del torneo, (C) Campeón del torneo.

### Segunda ronda
|  | Semifinales                           | Semifinales | Semifinales  |   |              | 17 de mayo de 2014 | 17 de mayo de 2014 |  |
|  | 2 de mayo de 2014 - 9 de mayo de 2014 |             |              |   |              |                    |                    |  |
|  |                                       |             |              |   |              |                    |                    |  |
|  |                                       |             |              |   |              |                    |                    |  |
|  | Árabe Unido                           | 0           | 0            |   |              |                    |                    |  |
|  | Árabe Unido                           | 0           | 0            |   |              |                    |                    |  |
|  | Rio Abajo FC                          | 3           | 0            |   |              |                    |                    |  |
|  | Rio Abajo FC                          | 3           | 0            |   | Rio Abajo FC | 0                  |                    |  |
|  |                                       |             |              |   | Rio Abajo FC | 0                  |                    |  |
|  |                                       |             | Chorrillo FC | 1 |              |                    |                    |  |
|  | Plaza Amador                          | 1           | Chorrillo FC | 1 | 0            |                    |                    |  |
|  | Plaza Amador                          | 1           |              |   | 0            |                    |                    |  |
|  | Chorrillo FC                          | 0           | 1            |   |              |                    |                    |  |
|  | Chorrillo FC                          | 0           | 1            |   |              |                    |                    |  |
|  |                                       |             |              |   |              |                    |                    |  |

| Primeros Lugares | Primeros Lugares |
| ---------------- | ---------------- |
| 1                | Chorrillo FC     |
| 2                | Río Abajo FC     |
| 3                | CD Plaza Amador  |
| 4                | CD Árabe Unido   |

|  | Clasificado a la Concacaf Liga Campeones. |

## Final
| 17 de mayo de 2014, 17:30 (UTC-5) | Chorrillo FC      | 1:0 (0:0) | Río Abajo FC | Estadio Rommel Fernández, Panamá |             |
|                                   | Sergio Romero 91' |           |              | Árbitro(s):                      | Árbitro(s): |

## Campeón
| Panamá                 |
| Chorrillo FC 2º título |

## Tabla de descenso
| [ 2 ] |     | Equipos                | Pts | PJ | G  | E  | P  | GF | GC | Dif |
| ----- | --- | ---------------------- | --- | -- | -- | -- | -- | -- | -- | --- |
|       | 1.  | CD Plaza Amador        | 63  | 36 | 17 | 12 | 7  | 33 | 23 | +10 |
|       | 2.  | Tauro FC               | 59  | 36 | 17 | 8  | 11 | 40 | 29 | +11 |
|       | 3.  | CD Árabe Unido         | 57  | 36 | 15 | 12 | 9  | 44 | 28 | +16 |
|       | 4.  | San Francisco FC       | 56  | 36 | 16 | 8  | 12 | 38 | 27 | +11 |
|       | 5.  | Chorrillo FC           | 56  | 36 | 14 | 14 | 8  | 45 | 38 | +7  |
|       | 6.  | Sporting San Miguelito | 44  | 36 | 12 | 8  | 16 | 42 | 52 | -10 |
|       | 7.  | Chepo FC               | 42  | 36 | 11 | 9  | 16 | 36 | 41 | -5  |
|       | 8.  | CA Independiente       | 41  | 36 | 11 | 8  | 17 | 37 | 51 | -13 |
|       | 9.  | Alianza FC             | 38  | 36 | 10 | 8  | 18 | 29 | 43 | -14 |
|       | 10. | Río Abajo FC           | 35  | 36 | 8  | 11 | 17 | 29 | 44 | -15 |

Pts = Puntos; PJ = Partidos Jugados; G = Partidos Ganados; E = Partidos Empatados; P = Partidos Perdidos; GF = Goles Anotados; GC = Goles Recibidos; Dif = Diferencia de gol
- Orden como finalizó el Apertura 2013 y Clausura 2014.

|  | Descenderá a Liga Nacional de Ascenso. |